# Kościół Zesłania Ducha Świętego w Warszawie
Kościół Zesłania Ducha Świętego w Warszawie – świątynia rzymskokatolicka położona w Warszawie przy ulicy Władysława Broniewskiego nr 44. Należy do parafii pod tym samym wezwaniem.

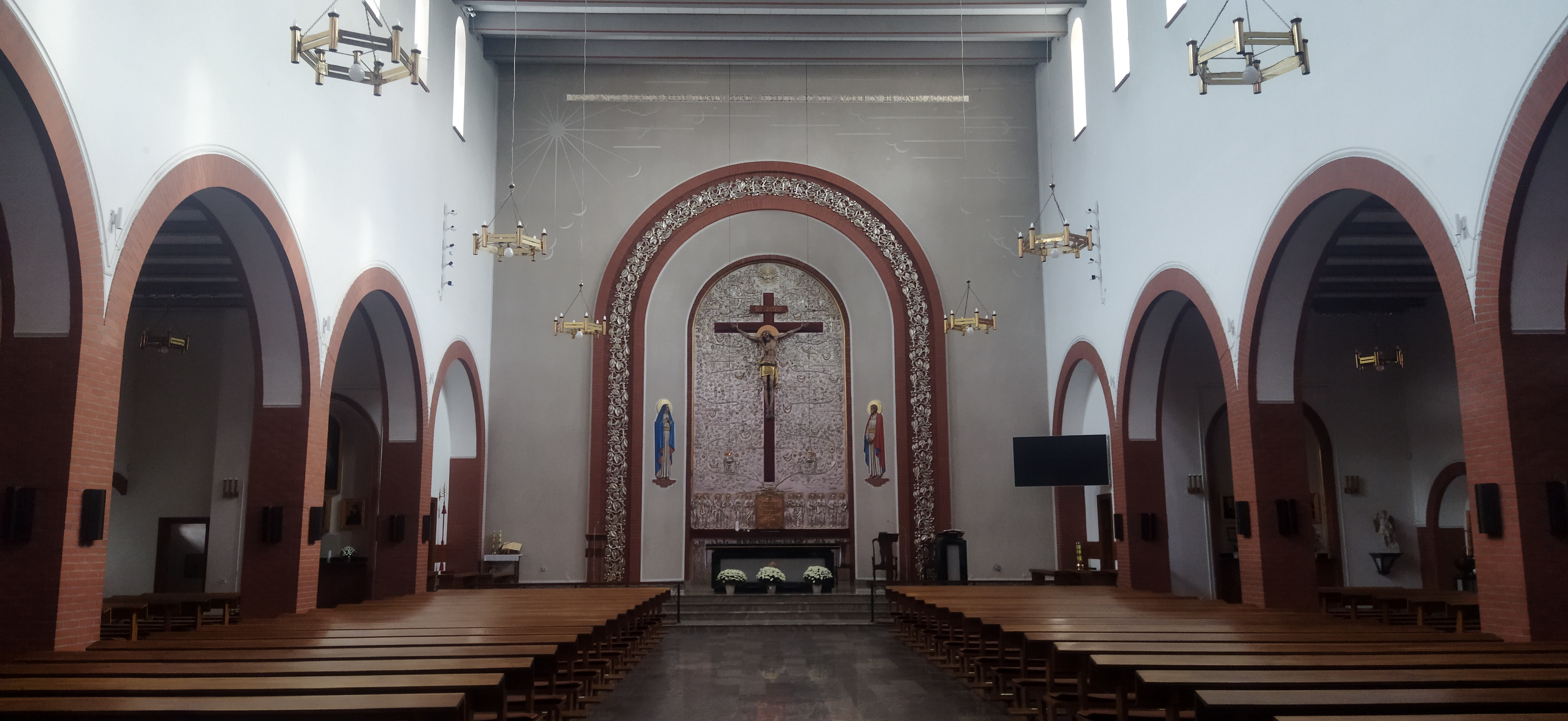
Wnętrze kościoła.

## Historia
W 1983 dzięki staraniom ks. Antoniego Piaścika władze stolicy przyznały działkę pod budowę kościoła przy ul. Broniewskiego w pobliżu Parku Olszyna. 18 września 1983 odprawiono na tym terenie pierwszą mszę. 1 października 1983 bp Jerzy Modzelewski dokonał poświęcenia placu, w ślad za czym w listopadzie 1983 wzniesiono na tym miejscu tymczasową kaplicę. 

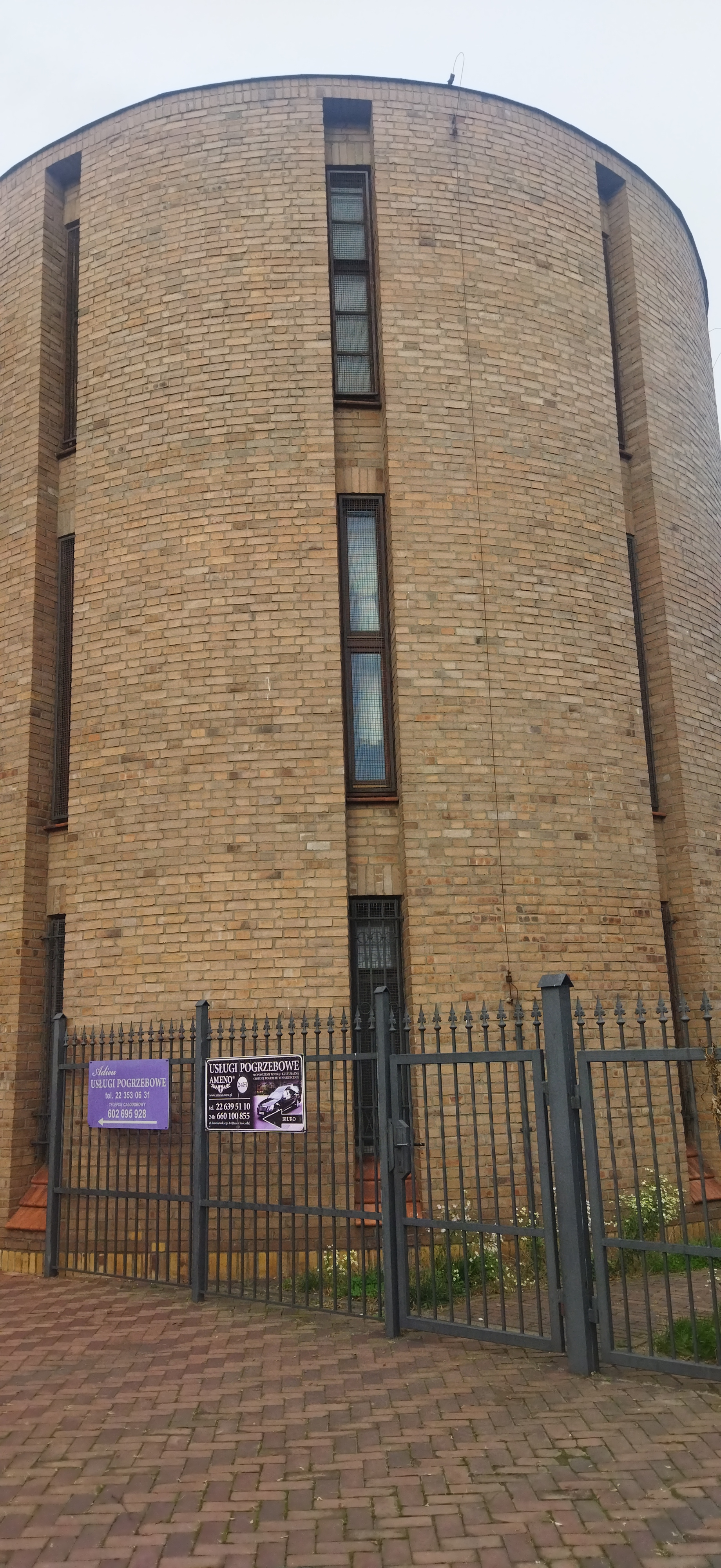
Kaplica adoracji na tyłach kościoła.

 W 1984 nastąpiło erygowanie parafii Zesłania Ducha Świętego. W 1987 rozpoczęto budowę kościoła. Zakończono je w 2000 i w tym roku rozpoczęto eksploatację kościoła. 4 maja 2002 świątynia została konsekrowana przez kardynała Józefa Glempa, prymasa Polski.

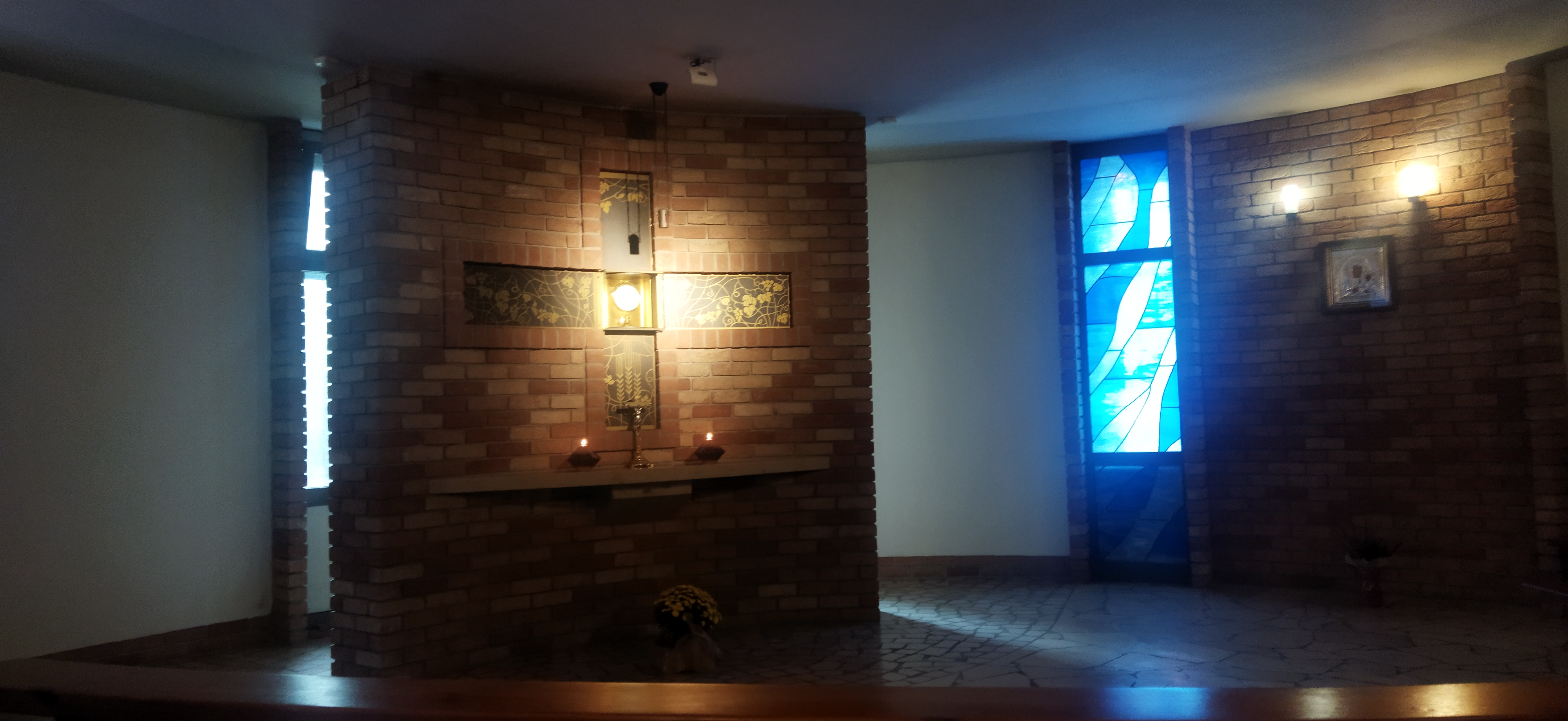
Wnętrze kaplicy adoracji.

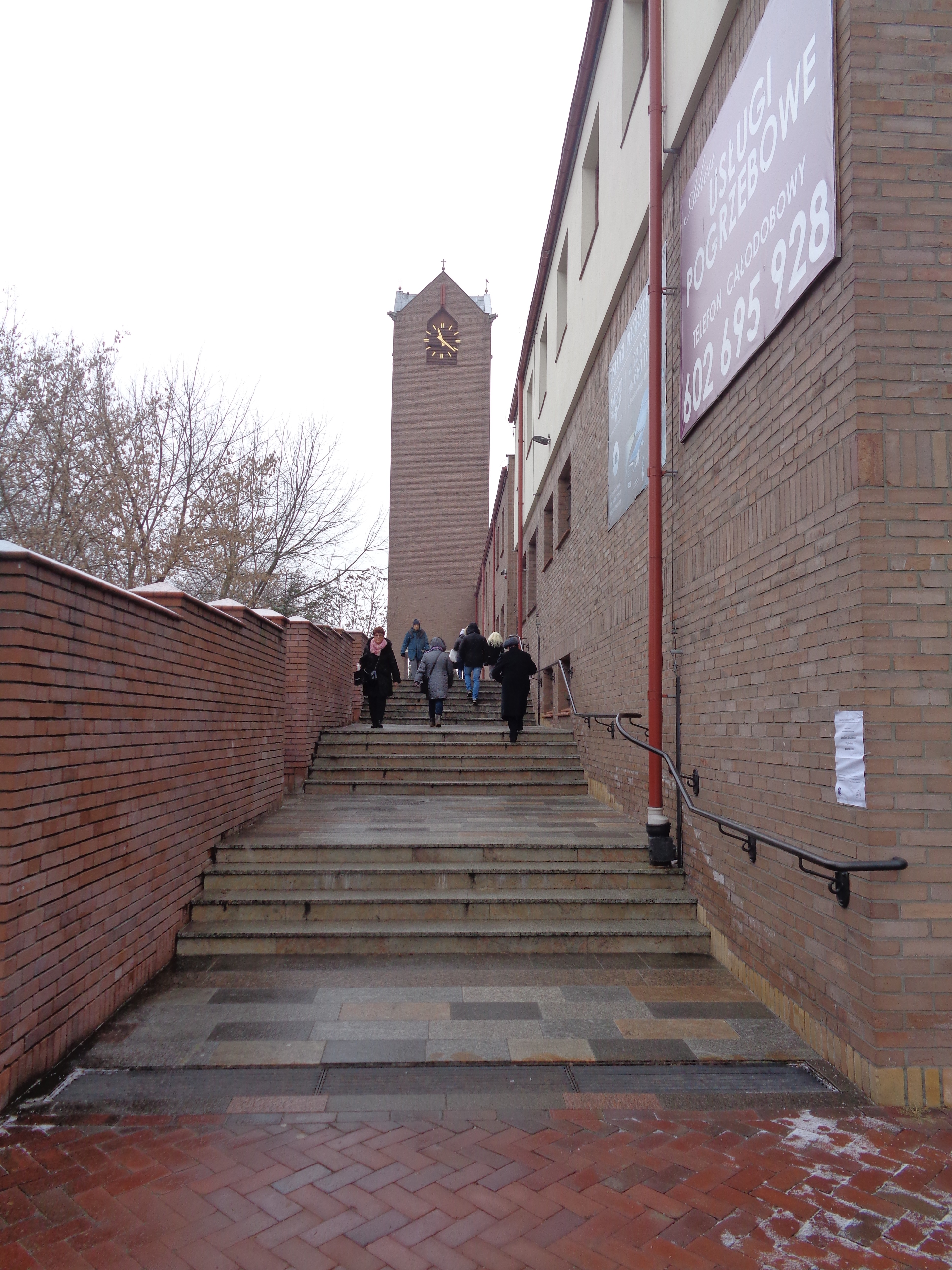
Dzwonnica kościoła Zesłania Ducha Świętego z widocznym na niej zegarem

## Architektura i wystrój
Autorem projektu kościoła był Stanisław Sołtyk. Wystrój rzeźbiarski wykonał artysta rzeźbiarz Jerzy Machaj.
Przy kościele wzniesiono wieżę z zegarem